# تقييد
التقييد هو وضع القيد. والقيد في عرف العلماء هو الأمر المخصص للأمر العام. التقييد ضده الإطلاق.

## المقيد
المقيد على وجهين. الأول الطبيعة المأخوذة مع القيد بأن يكون كل من القيد والتقييد داخلا، ويقال له الفرد. والثاني الطبيعة المضافة إلى القيد بأن يكون التقييد من حيث هو تقييد داخلا والقيد خارجا، ويقال له الحصة.